# Flo Milli
Flo Milli, właśc. Tamia Monique Carter (ur. 9 stycznia 2000) – amerykańska raperka i autorka tekstów. Urodzona i wychowana w Mobile w Alabamie, zaczęła tworzyć i wydawać muzykę w 2015 roku. Po tym, jak jej single „Beef FloMix” i „In The Party” stały się viralami na TikToku, podpisała kontrakt nagraniowy z RCA Records. 24 lipca 2020 roku Flo Milli wydała swój debiutancki mixtape Ho, Why Is You Here?, który spotkał się z uznaniem krytyków. Była nominowana do nagrody Best New Artist na rozdaniu BET Hip Hop Awards 2020.

## Wczesne życie
Tamia Monique Carter urodziła się 9 stycznia 2000 roku w Mobile w stanie Alabama, gdzie również się wychowała. Napisała swoją pierwszą piosenkę w wieku 9 lat i zaczęła rapować w wieku 11 lat, tworząc grupę rapową Real & Beautiful, później znaną jako Pink Mafia, którą rozwiązała w wieku 14 lat. Po obejrzeniu odcinka odliczania teledysków 106 & Park, autorstwa BET, z Nicki Minaj, zainspirowała się i zaczęła pisać krótkie zwrotki, które przerodziły się w hity. Mówiąc o swoich doświadczeniach w liceum, powiedziała: „Zajmowałam się wszystkim, więc to właśnie nauczyło mnie, że jedyne, co się liczy, to moja opinia o sobie”. W 2015 roku wydała swoją pierwszą solową piosenkę „No Hook”. Dorastała słuchając Jill Scott, Anthony'ego Hamilton i Erykah Badu.
Przed wybiciem się uczęszczała do college'u i pracowała na wielu stanowiskach, w tym w kinie, sklepie telefonicznym Ross, a także jako opiekunka do dzieci.

## Kariera

### 2019-nadal:Ho, Why Is You Here?
W październiku 2018, Flo Milli nagrała oryginalną wersję swojego przełomowego singla „Beef FloMix”, freestyle'u nagranego pod podkład utworu Playboi Carti i Ethereal „Beef”. Stał się viralem na Instagramie i innych portalach społecznościowych, w tym TikToku, osiągając drugie miejsce na Spotify Viral 50 w kwietniu 2019 roku. W pełni wyprodukowana wersja utworu została wydana w lipcu 2019 roku i otrzymała ponad 46 milionów odtworzeń na Spotify. Kolejnym singlem Flo Milli był „In the Party” wydany w październiku 2019 roku. Wystąpiła w Rolling Loud Los Angeles w grudniu 2019 roku. Do końca 2019 roku podpisała kontrakt z RCA Records i '94 Sounds. W lutym 2020 roku wydała singiel „My Attitude”. Jej single „Not Friendly” i „Eat It Up” ukazały się odpowiednio w marcu i kwietniu 2020 roku; „Not Friendly” zawiera rzadką, jak na rap, obecność wulgaryzmu „cunt”. W czerwcu 2020 roku Flo Milli wydała wyprodukowany przez J. White Did It singiel „Like That Bitch”. Teledysk do utworu został wydany w lipcu 2020 roku, wraz z innym singlem „Weak”. Debiutancki mixtape Flo Milli, Ho, Why Is You Here?, został wydany 24 lipca 2020 roku i zyskał pochwały krytyków.
10 sierpnia 2020 roku ogłoszono, że Flo Milli podpisała ekskluzywną globalną umowę dotyczącą wspólnego wydawania z Pulse Music Group. Firma opisała transakcję, która obejmuje cały jej katalog, jako „wysoce konkurencyjną sytuację w zakresie podpisywania umów”. Piosenkarka Saygrace zaprosiła Flo Milli na featuring w remiksie swojego singla „Boys Ain't Shit” w sierpniu 2020 roku. We wrześniu 2020 roku pojawiła się w teledysku do singla G-Eazy'ego „Down” z Mulatto. Flo Milli była nominowana do nagrody Best New Artist na rozdaniu BET Hip Hop Awards 2020 we wrześniu 2020 roku.
W styczniu 2021 roku Flo Milli wydała singiel „Roaring 20s”.

## Wizerunek publiczny
Jon Caramanica z The New York Times opisał Flo Milli jako „sprytną, radosną autorkę tekstów”. Jessica McKinney z Complex napisała: „Żywiołowa raperka o odurzającym dźwięku z Mobile przeciwstawia się regionalnym dźwiękom, czyniąc ją wszechstronną artystką, której muzyka może podróżować daleko poza jej rodzinne miasto. Jest gwiazdą”. Raperka ppcocaine wspomniała o Flo Milli, gdy mówiła o wpływie na jej muzykę.

## Dyskografia

### Mixtape'y
| Rok  | Album | Pozycja na liście |
| Rok  | Album | US                |
| ---- | --- | ----------------- |
| 2020 | Ho, Why Is You Here? - Wydany: 24 lipca 2020 - Wytwórnia: RCA, '94 Sounds - Format: digital download, streaming | 78                |

### Single

#### Jako główna artystka
| Rok  | Tytuł             | Certyfikat         | Album                |
| ---- | ----------------- | ------------------ | -------------------- |
| 2019 | „Beef FloMix”     |                    | Ho, Why Is You Here? |
| 2019 | „In the Party”    | - USA: złota płyta | Ho, Why Is You Here? |
| 2020 | „My Attitude”     |                    |                      |
| 2020 | „Not Friendly”    |                    | Ho, Why Is You Here? |
| 2020 | „Eat It Up”       |                    |                      |
| 2020 | „Like That Bitch” |                    | Ho, Why Is You Here? |
| 2020 | „Weak”            |                    | Ho, Why Is You Here? |
| 2020 | „May I”           |                    | Ho, Why Is You Here? |
| 2021 | „Roaring 20s”     |                    |                      |
| 2024 | „Never Lose Me”   | - POL: złota płyta |                      |

#### Jako artystka gościnna
| Rok  | Tytuł                                               | Najwyższe pozycje na listach | Najwyższe pozycje na listach | Najwyższe pozycje na listach | Album          |
| Rok  | Tytuł                                               | USR&B/HH                     | USRap                        | NZHot                        | Album          |
| ---- | --------------------------------------------------- | ---------------------------- | ---------------------------- | ---------------------------- | -------------- |
| 2020 | „Back It Up” (Trap Beckham; gośc. Flo Milli)        | –                            | –                            | –                            |                |
| 2020 | „Cherry (Remix)” (Almondmilkhunni; gośc. Flo Milli) | –                            | –                            | –                            |                |
| 2020 | „F’d Up” (Savannah Christina; gośc. Flo Milli)      | –                            | –                            | –                            |                |
| 2020 | „Boys Ain’t Shit” (Saygrace; gośc. Flo Milli)       | –                            | –                            | –                            |                |
| 2020 | „Mean” ($NOT; gośc. Flo Milli)                      | –                            | –                            | –                            |                |
| 2020 | „Plain” (Benee; gośc. Lily Allen, Flo Milli)        | –                            | –                            | 13                           | Hey U X        |
| 2020 | „Hot (Remix)” (Pia Mia; gośc. Sean Paul, Flo Milli) | –                            | –                            | –                            |                |
| 2020 | „I Am” (Yung Baby Tate; gośc. Flo Milli)            | –                            | –                            | 29                           | After the Rain |

## Nagrody i nominacje
| Nagrody            | Rok  | Kategoria       | Jako    | Rezultat  | Przy.  |
| ------------------ | ---- | --------------- | ------- | --------- | ------ |
| BET Hip Hop Awards | 2020 | Best New Artist | Herself | Nominacja | [ 24 ] |